# 日下敏治
日下 敏治（くさか としはる、1953年4月23日 - 2014年11月）は、大阪府出身のプロゴルファー。

## 来歴
1973年にプロ入り。
1982年の関西プロでは3日目に倉本昌弘・井上幸一・小池国夫・中川敏明・金本章生と並んでの11位タイに浮上し、最終日には中川と共に倉本昌弘・山本政彦と並んでの4位タイに入った。デサントカップ北国オープンでは初日を陳志明（中華民国）・栗原孝・石井秀夫・金井清一・松井功・尾崎健夫と並んでの10位タイでスタートした。
1986年の関西プロでは初日を山本昭一・吉野展弘・山本己沙雄と共に3アンダー69の8位タイでスタートし、関西オープンでは甲斐俊光と並んでの8位タイに入った。
1987年のよみうりサッポロビールオープンでは初日を古木譲二・東聡・並木弘道・草壁政治・中村彰男・金谷多一郎・上野忠美、デビッド・イシイ（アメリカ）と共に4アンダー68の4位タイでスタートした。
1989年のゼンリン福岡オープンで山本昭・池原厚・塩田昌宏を抑えると同時に松永一成とのプレーオフの末に2位タイに入った。
1991年の関西オープンを最後にレギュラーツアーから引退し、1999年には同年発足した日本ゴルフツアー機構チーフディレクター、2000年からはエグゼクティブディレクターに就任。
2014年11月死去。